# Federação de Futebol de Mesa do Estado do Rio de Janeiro
A Federação de Futebol de Mesa do Estado do Rio de Janeiro (FEFUMERJ) é a entidade máxima do futebol de mesa do Estado do Rio de Janeiro.

## História
Foi concebida a 6 de setembro de 1982 a FEFUMERJ, integra o Sistema Nacional Brasileiro, na modalidade do desporto futebol de mesa,  reconhecido por resolução N. º 14 de 29 de setembro de 1988, do Conselho Nacional de Desportos, publicado em D.O. de 4 de outubro de 1988, sendo filiada à Confederação Brasileira de Futebol de Mesa, também denominada CBFM.
A FEFUMERJ organiza os campeonatos das regras 1 Toque, 3 Toques, 12 Toques, Dadinho, Pastilha, Chapas, Sectorball e Subbuteo nas categorias Sub-15, Sub-18, Adulto, Máster e Sênior.
Todas as regras praticadas pela FEFUMERJ realizam seus Campeonatos Estaduais que são disputados como Campeonatos Individuais e de Clubes, ao longo de cada temporada. Embora os campeonatos organizados pela FEFUMERJ sejam chamados em seus estatutos de "Campeonatos Estaduais" estes são popularmente conhecidos como "Campeonatos Cariocas".

## Clubes Federados
| Nome                                        | Regras Praticadas                                                     | Info                                                                                         |
| ------------------------------------------- | --------------------------------------------------------------------- | -------------------------------------------------------------------------------------------- |
| America Football Club                       | 3 Toques, 12 Toques e Dadinho                                         | https://www.instagram.com/americafutmesa/                                                    |
| Bangu Atlético Clube                        | 1 Toque, Chapas, Dadinho, Sectorball e Subbuteo                       | https://www.instagram.com/bangu.futebol.de.mesa/                                             |
| Botafogo de Futebol e Regatas               | 1 Toque, 3 Toques, 12 Toques, Chapas, Dadinho, Sectorball e Subbuteo  | https://www.instagram.com/bfrfuteboldemesa/                                                  |
| Duque de Caxias Futebol Clube               | Dadinho e Pastilha                                                    | https://www.instagram.com/duquedecaxias/                                                     |
| Clube de Regatas do Flamengo                | 3 Toques, 12 Toques e Dadinho                                         | https://www.instagram.com/flafutmesa/                                                        |
| Fluminense Football Club                    | 3 Toques, 12 Toques, Dadinho e Pastilha                               | https://www.instagram.com/flufutmesa12toques/ https://www.instagram.com/flu_futmesa_dadinho/ |
| Friburguense Atlético Clube                 | 12 Toques, Dadinho e Pastilha                                         | https://www.instagram.com/affm_futmesa/                                                      |
| Grajaú Tênis Clube                          | Dadinho e Pastilha                                                    | https://www.instagram.com/grajautenisfutmesa/                                                |
| Humaitá Atlético Clube                      | Dadinho e Pastilha                                                    | https://www.instagram.com/humaita_ac_fm/                                                     |
| LAFUME (Liga dos Amigos de Futebol de Mesa) | Dadinho                                                               | https://www.instagram.com/lafumefutmesa/                                                     |
| Liga Fonte de Futebol de Mesa               | Dadinho                                                               | https://www.instagram.com/ligafonte/                                                         |
| Associação Atlética Light                   | 1 Toque, Pastilha e Sectorball                                        | https://www.instagram.com/lightfutmesa_rj/                                                   |
| Futebol de Mesa Niterói                     | Dadinho e Pastilha                                                    | https://www.instagram.com/fmniteroi/                                                         |
| Nova Friburgo Futebol Clube                 | Dadinho e Pastilha                                                    | https://www.instagram.com/nffc_futebol_de_botao_/                                            |
| Olaria Atlético Clube                       | 1 Toque, 12 Toques, Chapas, Dadinho, Sectorball e Subbuteo            | https://www.instagram.com/olariafm/                                                          |
| Piedade Tênis Clube                         | Dadinho                                                               | https://www.instagram.com/ptcfutmesa/                                                        |
| Associação Atlética Portuguesa              | 1 Toque e Sectorball                                                  | https://www.instagram.com/lusafutmesa/                                                       |
| River Futebol Clube                         | Dadinho                                                               | https://www.instagram.com/river.futmesa/                                                     |
| São Cristóvão de Futebol e Regatas          | Dadinho                                                               | https://www.instagram.com/saocristovao_futmesa/                                              |
| União Futebol de Mesa                       | 3 Toques e 12 Toques                                                  | https://www.instagram.com/futmesa_uniao/                                                     |
| Club de Regatas Vasco da Gama               | 3 Toques, 12 Toques, Chapas, Dadinho, Pastilha, Sectorball e Subbuteo | https://www.instagram.com/vascofutmesa/                                                      |